# Nelson Channel
Nelson Channel är ett sund i Sydgeorgien och Sydsandwichöarna (Storbritannien). Det ligger i den östra delen av Sydgeorgien och Sydsandwichöarna.